# Kronichthys
Kronichthys es un género de peces de la familia Loricariidae en el orden de los Siluriformes.

## Especies
Las especies de este género son:
- Kronichthys heylandi (Boulenger, 1900)
- Kronichthys lacerta (Nichols, 1919)
- Kronichthys subteres A. Miranda-Ribeiro, 1908